# Fiscal enmascarado
Fiscal enmascarado (en hangul, 복면검사; en hanja, 覆面檢事) es una serie de televisión de Corea del Sur de 2015 emitida por KBS 2TV y protagonizada por Joo Sang-wook, Kim Sun Ah, Um Ki Joon y Jun Kwang Ryul.
Fue emitida desde el 20 de mayo hasta el 9 de julio de 2015, con una longitud de 16 episodios que salieron a antena cada miércoles y jueves a las 21:55 (KST). Narra los hechos de un fiscal que toma venganza por las noches, de aquellos criminales que salen en libertad.

## Reparto

### Personajes principales
- Joo Sang-wook como Ha Dae Chul.[7]
- Kim Sun Ah como Yoo Min Hee.
- Um Ki Joon como Kang Hyun Woong.
- Jun Kwang Ryul como Jo Sang Taek.

### Personajes secundarios
- Hwang Sun Hee como Seo Ri Na.
- Park Yeong-gyu como Jung Do-sung.
- Lee Moon-sik como Jang Ho-shik.
- Park Young Ji como Seo Min Sung.
- Lee Won-jong como Ji Dong-chan.
- Kim Byung Choon como Park Dong Pyo.
- Hong Seok Cheon como Pi Song Ho.
- Lee Ki Young como Kang Joong Ho.
- Jung Ae Ri como Im Ji Sook.
- Myung Gye Nam como Song Man Seok.
- Park Jung Hak como Lee Jang Kwon.
- Kim Dae Ryung como Ki Ho.
- Choi Sung Jae como Ki Tae.

### Otros personajes
Apariciones especiales
- Choi Si Won como Ladrón
- Shin Seung-hwan.

## Banda sonora original
- Champagne (Champagne & Candle) & Tae Wan - «Mask».
- As One & Eluphant - «What Should I Do».
- Kim Jo Han - «Crystal».
- The Groo - «Fault».

## Recepción

### Audiencia
En azul la audiencia más baja y en rojo la más alta, correspondientes a las empresas medidoras TNms y AGB Nielsen.
| Ep. #    | Fecha de estreno    | Share        | Share        | Share       | Share       |
| Ep. #    | Fecha de estreno    | TNmS Ratings | TNmS Ratings | AGB Nielsen | AGB Nielsen |
| Ep. #    | Fecha de estreno    | Nacional     | Seúl         | Nacional    | Seúl        |
| -------- | ------------------- | ------------ | ------------ | ----------- | ----------- |
| 1        | 20 de mayo de 2015  | 5.9 %        | 6.7 %        | 6.8 %       | 7.6 %       |
| 2        | 21 de mayo de 2015  | 4.7 %        | 4.6 %        | 5.4 %       | 5.9 %       |
| 3        | 27 de mayo de 2015  | 5.6 %        | 6.3 %        | 5.3 %       | 5.7 %       |
| 4        | 28 de mayo de 2015  | 5.4 %        | 6.4 %        | 6.1 %       | 6.6 %       |
| 5        | 3 de junio de 2015  | 5.0 %        | 5.2 %        | 5.9 %       | 6.2 %       |
| 6        | 4 de junio de 2015  | 4.6 %        | 5.2 %        | 5.3 %       | 5.5 %       |
| 7        | 10 de junio de 2015 | 5.7 %        | 5.8 %        | 5.6 %       | 5.7 %       |
| 8        | 11 de junio de 2015 | 4.6 %        | %            | 5.4 %       | 5.3 %       |
| 9        | 17 de junio de 2015 | 4.9 %        | 4.8 %        | 5.7 %       | 6.7 %       |
| 10       | 18 de junio de 2015 | 4.9 %        | 4.7 %        | 4.8 %       | 5.5 %       |
| 11       | 24 de junio de 2015 | 5.3 %        | 5.6 %        | 6.0 %       | 6.6 %       |
| 12       | 25 de junio de 2015 | 5.1 %        | 5.6 %        | 5.9 %       | 6.1 %       |
| 13       | 1 de julio de 2015  | 4.7 %        | ℅            | 5.6 %       | 5.9 %       |
| 14       | 2 de julio de 2015  | 4.5 %        | 4.7 %        | 5.3 %       | 5.7 %       |
| 15       | 8 de julio de 2015  | 5.0 %        | 5.3 %        | 5.9 %       | 6.4 %       |
| 16       | 9 de julio de 2015  | 5.9 %        | %            | 6.9 %       | 7.2 %       |
| Promedio | Promedio            | 5.11 %       | %            | 5.74 %      | 6.16 %      |

## Emisión internacional
- Hong Kong: Drama Channel (2016).
- Vietnam: HTV3 (2016).